# Placid Plastic Duck Simulator
A Placid Plastic Duck Simulator (PPDS) egy szimulációs videójáték, melyben a játékos egy medencében lebegő gumikacsákat figyelhet meg. A kacsákat nem lehet irányítani, pusztán csak nézni lehet ahogyan úszkálnak, egy- vagy többjátékos módban. A „játék” rendkívül pozitív értékeléseket kapott, és a Steam egyik legjobbra értékeltje lett.

## Fejlesztése
Az olasz Turbolento Games fejlesztette, és egy belsős konferencia (game jam) során jött létre, miután a csapat két és fél évig fejlesztette a Starsand túlélőjátékot. Olyan játékok ihlették őket, mint a Mountain és a Tree Simulator, melyekben hasonlóképpen nem kell/lehet csinálni semmit, de volt koncepcionális mélysége is: „a legelső érzés, amit megcéloztunk, a döbbenet volt: nem esztétikai értelemben, hanem inkább egyfajta hitetlenségként, hogy az ötlet egyáltalán létezik.”
A játékot 2022. júliusában adták ki Windows PC-re. Egyáltalán nem reklámozták, viszont két nagy japán Twitter-oldal írt a játékról, ezután pedig felkapták a japán és dél-koreai streamelők, majd nyugaton is elterjedt. 2023. júniusában PS és Xbox konzolokra is megjelent.

## Leírása
A fejlesztő által közzétett leírás szerint „a Placid Plastic Duck Simulator egy pihentető 3D-s környezet, egy nyugalom és boldogság előidézését célzó kísérlet, ahol gumikacsaként élheted át az életet. (...) Élj a jelenben, és élvezd. Minden a legnagyobb rendben lesz.”
A helyszín egy tengerparti úszómedence, melyben kezdetben csak egy kacsa lebeg, majd adott időközönként újabbak esnek bele. A kacsák között véletlenszerű interakciók történhetnek, és minden gumikacsa személyiséggel és különböző tulajdonságokkal rendelkezik (egyeseknek különleges képességeik vannak, melyek közül nem egy a napszakhoz kapcsolódik), a játékos pedig elnevezheti őket és kitalálhatja saját történeteit róluk. Magát a játékot részben azért tartják lenyűgözőnek, mert nem irányítható; mindössze a kameranézeteket lehet váltogatni. Látványvilága ötvözi a vaporwave-esztétikát és a gyerekkori nosztalgiát.

## Fogadtatása
Kiadása hónapjában a Placid Plastic Duck Simulator bekerült a „legtöbb Steam-értékelés az első 7 napban” toplistájába, decemberben pedig a 9. helyen állt az abban a hónapban megjelent játékok közül az értékelések számát tekintve.